# 弘法山
弘法山（こうぼうやま）は、神奈川県秦野市東部にある標高235 mの山である。丹沢山塊の南端に位置し、隣接する権現山（ごんげんやま、243m）、浅間山（せんげんやま、196m）とあわせて一帯を弘法山公園として整備しており、これらの山々を指して弘法山とも呼ぶ。県立丹沢大山自然公園の一部。年間観光客数は77.1万人（2021年）。

## 概要
ハイキングに適しており、登山初心者でも駅からの徒歩利用が可能である。眺望がよく、権現山山頂の展望台からは秦野市街、富士山、平塚市街や相模湾、視界の良い日には江ノ島、横浜ランドマークタワー、さらに条件が良ければ新宿副都心のビル群や房総半島までが一望できる。ハイキングコースの選び方によって鶴巻温泉駅側には鶴巻温泉が、秦野駅側には温泉施設が2軒あることから、ハイカーには下山時に併せて利用される。
頂上付近に駐車場があり、森林セラピーや桜、紫陽花、紅葉など季節の植物を目的に訪れる観光客も多い。
江戸時代には既に「弘法大師の祀られる山」として信仰の山として知られていた。日露戦争の勝利を記念して当時の大根村青年団が桜を植樹してからは桜の名所ともなった。かながわの景勝50選、かながわの花の名所100選、神奈川の探鳥地50選に選ばれている。春には隣の権現山とともに花見の人々が多く訪れる。山麓には「綿羊の里」がある。

## 名称の由来
弘法大師がこの山で修行を行ったとされる故事に由来する。山頂には釈迦堂、鐘楼、乳の井戸がある。

## イベント
- 毎年8月14日に催される瓜生野百八松明（うりゅうのひゃくはったい）では、権現山から東側の麓にある龍法寺まで燃えさかる約50本の巨大な松明を担いで下り、五穀豊穣や悪疫退散を祈願する[4][5]。その歴史は数百年と言われる[6]。
- 毎年9月末に催されるたばこ祭では、フィナーレの打上花火が権現山から弘法山にかけてのエリアから打ち上げられる。日中から通行規制が実施される。

## テレビ中継局
権現山山頂には秦野テレビ中継局が置かれ、秦野盆地内の広いエリアをカバーエリアとしている。NHK、在京キー局とtvkの地上波デジタルを放送している。

## 交通
- 徒歩（権現山山頂まで）：小田急小田原線秦野駅から50分、東海大学前駅から75分、鶴巻温泉駅から80分。
- バス：秦野駅北口から「曽屋弘法行き（秦25系統）」に乗車し「弘法山入口」で下車。そこから徒歩10分。なお、本数が多くないため注意。
- 車：東名高速道路秦野中井IC　10分
  - 第一駐車場　24台
  - 第二駐車場　15台
  - 浅間山駐車場　30台

## ギャラリー

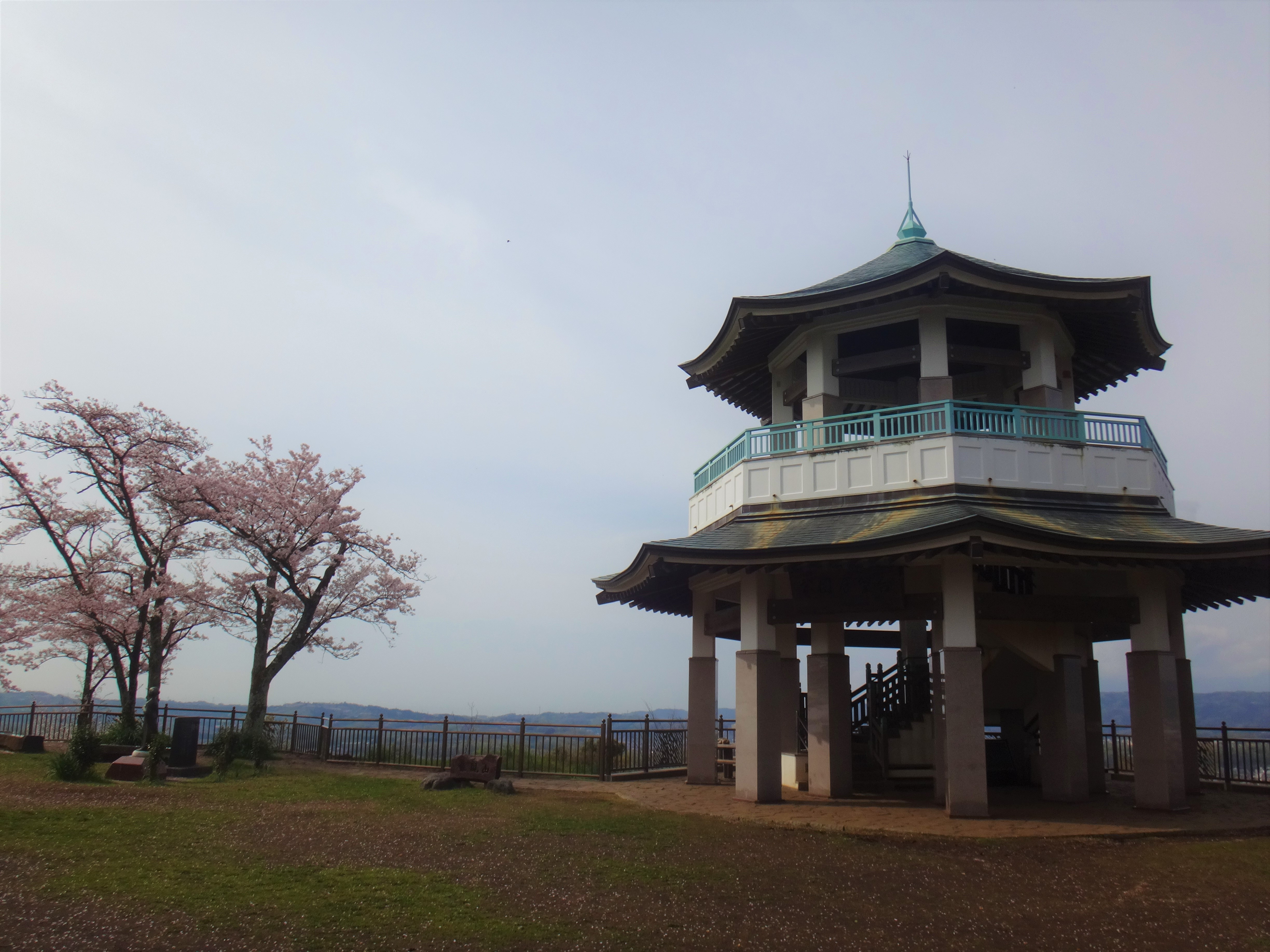
権現山の展望台
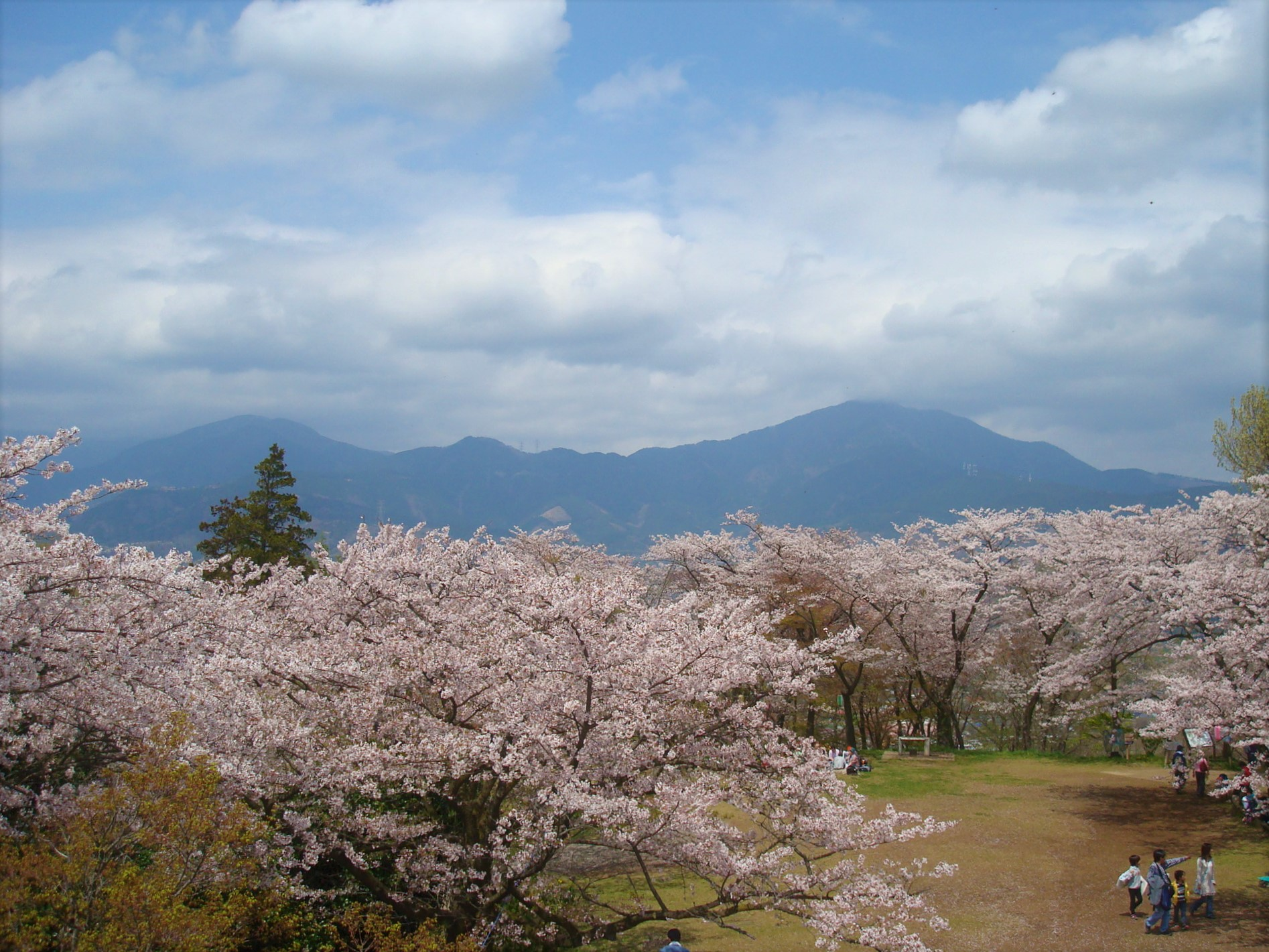
権現山展望台から大山を眺める
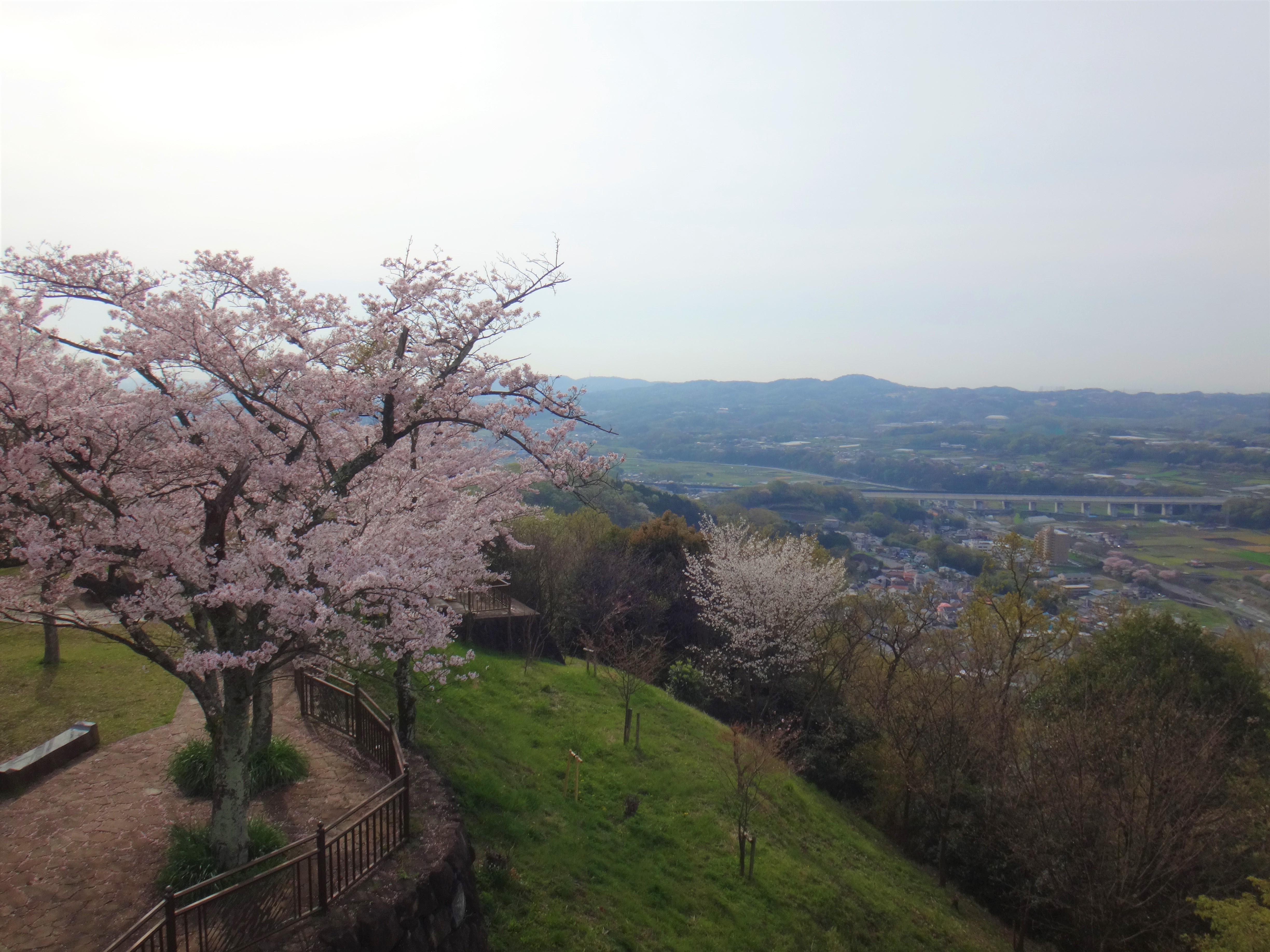
権現山展望台から秦野市街を眺める
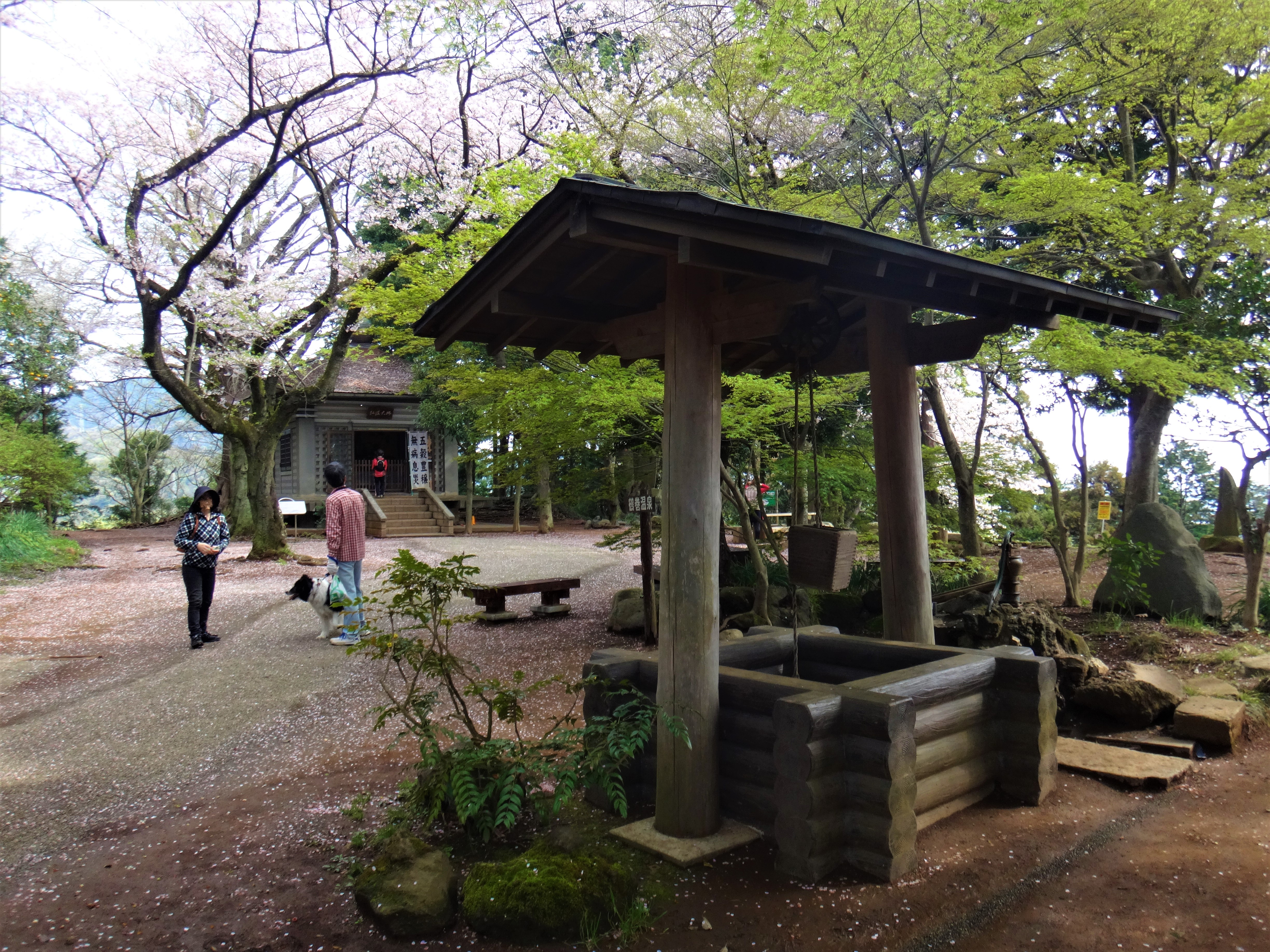
弘法山の乳の井戸
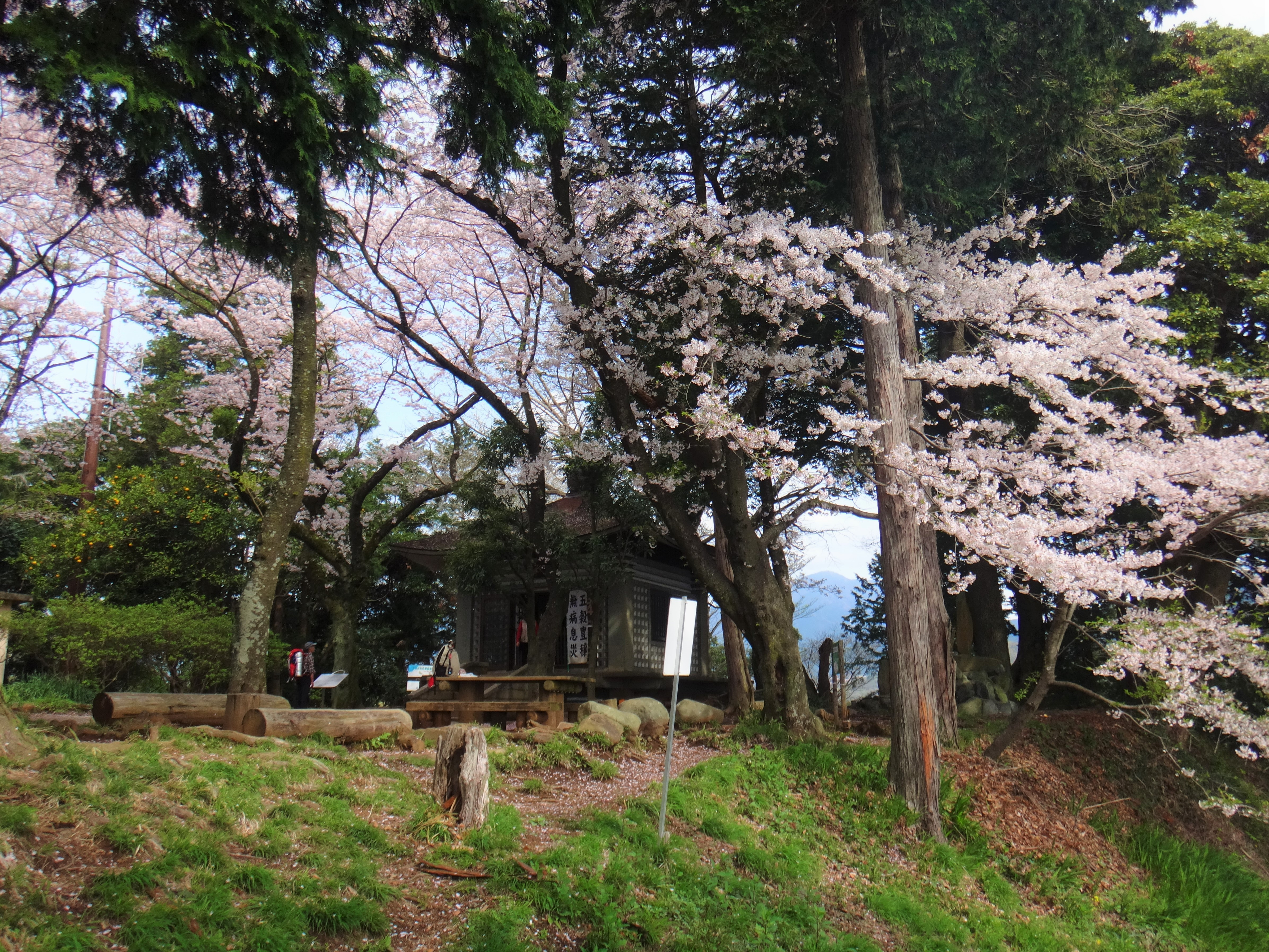
弘法山の釈迦堂